# (11520) Fromm
(11520) Fromm est un astéroïde de la ceinture principale.

## Description
(11520) Fromm est un astéroïde de la ceinture principale. Il fut découvert le 8 avril 1991 à La Silla par Eric Walter Elst. Il présente une orbite caractérisée par un demi-grand axe de 2,29 UA, une excentricité de 0,10 et une inclinaison de 5,6° par rapport à l'écliptique.

## Compléments